# Huta Rihit
Huta Rihit is een bestuurslaag in het regentschap Samosir van de provincie Noord-Sumatra, Indonesië. Huta Rihit telt 882 inwoners (volkstelling 2010).